# Dubonnet

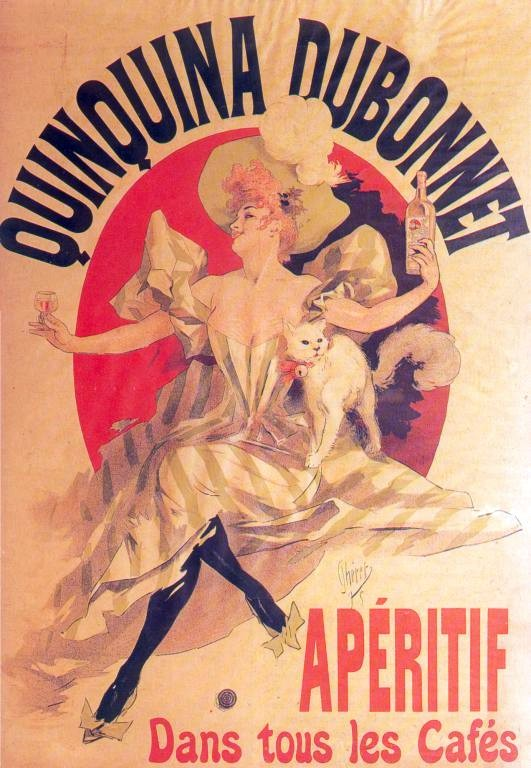
Poster de Dubonnet

El Dubonnet és un aperitiu dolç amb base de vi. Es prepara amb una barreja de vi fort, herbes i espècies, incloent una molt petita dosi de quinina. la fermentació s'atura afegint alcohol.
Va ser creat el 1846 per Joseph Dubonnet durant una competició organitzada pel Govern francès per trobar una manera de persuadir els legionaris francesos al Nord d'Àfrica a beure quinina, ja que serveix per combatre la malària, però té un fort gust amarg. El gintònic és una beguda creada amb la mateixa intenció.